# Proshizonotus resplendens
Proshizonotus resplendens är en stekelart som först beskrevs av Edward S. Gourlay 1928.  Proshizonotus resplendens ingår i släktet Proshizonotus och familjen puppglanssteklar. Inga underarter finns listade i Catalogue of Life.